# Mickaël Molina
Pour les articles homonymes, voir Molina.
Mickaël Molina, né le 1er mars 1986 à Cognac, est un rameur d'aviron français.

## Biographie
Il commence la pratique de l'aviron en 1998 au C.Y.R.C (Cognac Yacht Rowing Club) et décroche sa première médaille en aux championnats de France dans la catégorie Juniors en 2003. 
En 2010, dans le cadre de ses études d'ingénieur à l'U.T.C. (université technologique de Compiègne), il change de club pour rejoindre les couleurs du SNC (Sport Nautique Compiégnois) et décrocher son premier titre de champion de France Seniors en 4+ avec Jean Christophe Bette. 
Il est sélectionné pour la première fois en équipe de France Junior pour la coupe de la Jeunesse sur le bassin d’Hazewinkel (Belgique) en 2003 et porte les couleurs de l'équipe de France jusqu'en 2012 (date à laquelle il prend sa retraite).
En 2011, il s'associe avec le rameur Benjamin Lang du club de l’Émulation nautique de Bordeaux pour participer aux championnats du Monde 2011 en deux sans barreur et décrocher la 12e place. Ils manquent à une place la qualification pour les Jeux olympiques (article Charente libre).
En 2012, toujours avec Benjamin Lang, ils remportent la sylver globet cup sur la régate royal d'Henley (article courrier picard), une médaille d'argent aux championnats de France bateaux courts (test national) ainsi qu'une médaille d'argent au championnat du monde 2012 en deux barré par Benjamin Manceau (article le parisien).

## Palmarès
- médaillé d'argent en deux de couple aux championnats de France Juniors 2003
- médaillé d'argent en deux de couple à la coupe de la jeunesse en 2003
- médaillé de bronze en quatre de couple aux championnats de France Juniors 2004
- finaliste en quatre de couple aux championnats du monde juniors 2004
- finaliste en deux de couple aux championnats du monde -23 ans 2005
- finaliste en quatre de couple aux championnats du monde -23 ans 2006
- médaillé d'argent en quatre de couple aux championnats du monde -23 ans 2007
- finaliste en quatre de couple aux championnats du monde -23 ans 2008
- médaillé d'or en quatre barré aux championnats de France Séniors 2010
- médaillé d'argent en deux sans barreur aux championnats de France 2012
- vainqueur de la regatta royal d'Henley[8] en 2012
- médaillé d'argent en deux avec barreur aux Championnats du monde d'aviron 2012.